# 磨多滩遗址
磨多滩遗址，位于中国青海省兴海县曲什安乡大米滩村，为青海省市县级文物保护单位，公布日期为1988年7月24日，类型为古遗址。
磨多滩遗址的历史年代为卡约文化。